# Godfried VI van Châteaudun
Godfried VI van Châteaudun († Egypte, 6 februari 1250) was van 1218 tot aan zijn dood burggraaf van Châteaudun. 

## Levensloop
Godfried VI was de zoon van burggraaf Godfried V van Châteaudun en Adelicia, die vermoedelijk een dochter was van graaf Willem IV van Nevers. In 1218 volgde hij zijn vader op als burggraaf van Châteaudun. 
In 1226 begeleidde hij koning Lodewijk VIII van Frankrijk bij de Albigenzenkruistocht. Als burggraaf van Châteaudun was hij oorspronkelijk een vazal van het graafschap Blois, dat op zijn beurt onder de suzereiniteit stond van het graafschap Champagne. De situatie veranderde in 1234, toen graaf Theobald IV van Champagne zijn leenrechten op Blois en Châteaudun opgaf om koning van Navarra te worden. In 1240 leidde Godfried in de provincie Languedoc een koninklijk leger dat de door Raymond II Trencavel belegerde stad Carcassonne moest ontzetten. Daarna vocht hij in 1242 aan de zijde van koning Lodewijk IX van Frankrijk tegen heer Hugo X van Lusignan en koning Hendrik III van Engeland. Wegens zijn militaire verdiensten werd in 1248 op koninklijk bevel de suzereiniteit van de graven van Vendôme over Mondoubleau beëindigd. 
Samen met zijn schoonzoon, graaf Jan I van Montfort, nam Godfried in 1248 deel aan de Zevende Kruistocht in Egypte. Ze gingen niet met Lodewijk IX op 25 augustus 1248 aan boord in Aigues-Mortes en reisden met een eigen contingent naar Cyprus, waar ze op 23 oktober 1248 aankwamen. Daar brak er een strijd uit tussen boogschutters van Godfried en zeelieden uit Genua, waarbij twee Genuezen sneuvelden. De koninklijke autoriteit van Lodewijk IX verhinderde een verdere escalatie van het conflict en kort daarna stierf zijn schoonzoon Jan I van Montfort aan een ziekte. 
Godfried VI nam deel aan het verdere verloop van de Zevende Kruistocht, maar in februari 1250 stierf hij in Egypte. Hij werd als burggraaf van Châteaudun opgevolgd door zijn dochter Clementia. 

## Huwelijken en nakomelingen
Eerst huwde Godfried VI met Mabilla, wier afkomst onbekend gebleven is. Ze kregen drie kinderen:
- Peter († na 1251), werd monnik in een onbekende abdij.
- Isabella
- Odette

Zijn tweede echtgenote werd Clementia van Roches, weduwe van graaf Theobald VI van Blois. Ze kregen twee dochters:
- Clementia († 1259), burggravin van Châteaudun, huwde met Robert van Dreux, burggraaf van Beu.
- Johanna (circa 1227 – na 1252), vrouwe van Châteaudun, huwde in 1248 met graaf Jan I van Montfort en daarna in 1251 met Jean de Brienne, grootbutler van Frankrijk.